# Nothodixa campbelli
Nothodixa campbelli är en tvåvingeart som först beskrevs av Alexander 1922.  Nothodixa campbelli ingår i släktet Nothodixa och familjen u-myggor. Inga underarter finns listade i Catalogue of Life.